# Huamán

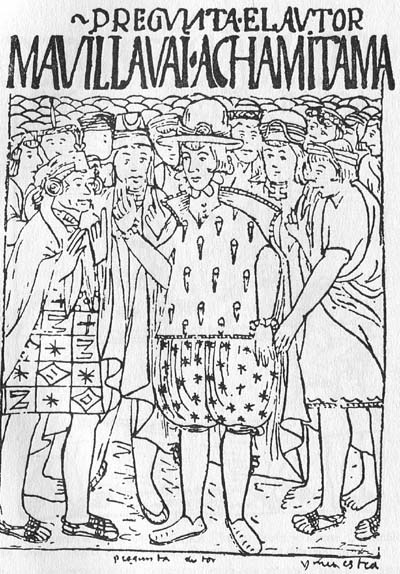
Autorretrato de Felipe Huamán Poma de Ayala

Huamán es un apellido de origen quechua el significado de Huamán según Inca Garcilaso de la Vega en su libro Comentarios reales (1609), es halcón, o aves pertenecientes a las falcónidas, como lo llamaban los indígenas. 
Además de Huamán se pueden escribir de varias maneras como Guamán y Wamán que también son válidas.
En la historia del Perú se detalla a Huamán Chumo, gobernante del Reino Chimú.